# 貧乏
貧乏（びんぼう、英語: poor）とは、財産や収入が少なく生活が苦しいこと。貧しいさま。貧困より生活には困窮していない。俗に金欠と言われる場合があるが、状況が悪化すると赤貧とも呼ばれることもある。

## 清貧という思想
通常、貧乏という言葉にはネガティブなイメージが付きまとうが、節制を常とし『無駄な経費を使わない』という点においてはむしろ高潔なイメージが強い。そうした無駄な贅沢を好まない理念を、特に清貧と呼ぶことが多い。

## 悪とする思想
1957年（昭和32年）、岸信介首相は記者会見の中で「汚職、貧乏、暴力の三悪追放を方針としたい」と発言した。

## 貧乏と教科書
1980年、自由民主党広報委員会新聞局は、教科書にのせる題材について検討し『いま、教科書は……教育正常化への提言』（1980年12月）の中で、日本の民話に題材をとった岩崎京子の『かさこじぞう』を俎上に載せた。広報委員会新聞局は『暗い貧乏物語』だと同著を断じ、このような話は教科書にのせるべきではないとする意見を発表している。
児童文学作家のさねとうあきらは岩崎への非難は反戦文学や、こき使われ虐げられたながら歴史をささえてきた民衆の歴史である民話の流れを分断する意図が権力側にあり、書き手や読み手の問題意識の無さ、社会背景も指摘しながら、結果としてなんら抵抗もなく自主規制が業界へしかれ妖精や魔法使いの登場する何世代も前のファンタジーか「読みたきゃ読め」のミーイズムが幅を利かせる、書き手の反省もなく読み手は消費するだけの世界へ移行したと「超激暗爆笑鼎談・何だ難だ！児童文学 」（2000年　星雲社）で説明している。

## 書物
- 横山源之助「日本之下層社会」
- 細井和喜蔵「女工哀史」
- 河上肇「貧乏物語」
- 太宰治「清貧譚」
- 安本末子「にあんちゃん」
- 山野一「四丁目の夕日」「貧困魔境伝ヒヤパカ」
- 中野孝次「清貧の思想」
- 東海林さだお「ニッポン清貧旅行」
- 小林虎三郎-米百俵の逸話で有名な長岡藩の藩士。
- 上杉鷹山-倹約令による米沢藩建て直しの功労者。
- 貧乏 - 作家幸田露伴の小説。
- 貧乏姉妹物語 - かずといずみの漫画作品。
- ホームレス中学生 - 麒麟田村裕の貧乏家族を綴った自叙伝。

## ドラマ・テレビ番組
- 愛の貧乏脱出大作戦 - 1998年（平成10年）4月13日から2002年（平成14年）9月23日に、テレビ東京で放送。
- 銭形金太郎 - 一般の視聴者が自らの貧乏生活をアピールするバラエティ番組（番組内ではビンボーさんと呼称）。
- 貧乏姉妹物語 - アニメ2006年（平成18年）6月から9月に、テレビ朝日系列で放送。
- 平成夫婦茶碗 - 日本テレビ系列で放送されたテレビドラマ。
- 花より男子 - TBS系金曜ドラマ枠。
- 貧乏男子 ボンビーメン  - 日本テレビ系列2008年（平成20年）1月15日から3月11日まで、火曜ドラマ枠。
- 山田太郎ものがたり - TBS系金曜ドラマ枠。
- セレブと貧乏太郎 - フジテレビ系火曜日ドラマ枠。
- お金がない! - フジテレビ系ドラマ。
- 大貧乏 - フジテレビ系ドラマ。

## ゲーム
- 人生ゲーム - 初期バージョンではバッドエンドのゴールが「貧乏農場」と名付けられ、『億万長者になるか貧乏農場へ行くか』とのTVCMも流された。（その後「一文無し」「ゴーストタウン」への改名を経て、現在は「開拓地」に変更されている）

## 通俗的概念
労働賃金に対して富裕を考えた時に、稼ぎ出す能力には限界があるとして、お金自体に働いて貰うとした概念がYouTubeやTikTokなどの動画投稿サイトに多くみられる。有益な株式投資などで副業さながら、浪費を極力抑えながら生活していくことを推奨しており、貧乏から脱却する一手段としている。